# هيرميس دا فونيسكا
المارشال هيرميس دا فونيسكا (بالبرتغالية: Hermes Rodrigues da Fonseca) رئيس البرازيل الثامن، حكم البرازيل للفترة 1910-1914 خلفاً للرئيس نيلو بيسانيا. جاء بعده الرئيس فينسيسلاو براس.